# No. 5, 1948
No. 5, 1948 je malba z roku 1948 ve stylu abstraktního expresionismu, jejímž autorem je americký malíř Jackson Pollock. Jde o olejomalbu na dřevovláknité desce o rozměrech 2,4 m × 1,2 m. V květnu 2006 byla prodána za 140 milionů amerických dolarů. Tehdy to byla nejvyšší cena kdy zaplacená za obraz, rekord byl překonán až v dubnu 2011.
Dílo bylo poprvé vystaveno v lednu 1949 v galerii obchodnice s uměním Betty Parsonsové, kde je  koupil Alfonso A. Ossorio za 1500 amerických dolarů. Během transportu byl obraz poškozen ve střední části, a Pollock ho proto před předáním kupci přepracoval. No. 5, 1948 poté několikrát změnil soukromé vlastníky, naposledy v roce 2006, nynější majitel není oficiálně znám. 